# Constant Flow
Constant Flow – album studyjny polskiej grupy muzycznej Non Opus Dei. Wydawnictwo ukazało się 25 października 2007 roku nakładem wytwórni muzycznej Empire Records. Nagrania zostały zarejestrowane zimą 2007 roku w olsztyńskim Studio-X. Wszystkie kompozycje wyprodukował, zmiksował i zmasterował Szymon Czech.

## Lista utworów
Opracowano na podstawie materiału źródłowego.
1. „Beauty” – 3:25
2. „Ona Jest Kluczem” – 6:19
3. „Constant Flow” – 4:27
4. „A Plait Of A Spiral Galaxy” – 4:17
5. „Alne” – 4:40
6. „23.09.2006” – 4:46
7. „Saule's Journey” – 5:08
8. „Saule's Dark Gifts (Remix)”  (NOD, Szymon Czech) – 3:56
9. „Alne” – 5:06 (teledysk)
10. „Saule's Dark Gifts” – 4:24 (teledysk)

## Twórcy
Opracowano na podstawie materiału źródłowego.

- Tomasz "Klimorh" Klimczyk – gitara rytmiczna, gitara prowadząca, wokal prowadzący
- Andrzej "Buddah" Pawłowski – gitara rytmiczna, gitara prowadząca
- Michał "Roch" Rochowicz – gitara basowa
- Wojciech "Gonzo" Błaszkowski – perkusja
- Szymon Czech – inżynieria dźwięku, produkcja, miksowanie, mastering
- Tomasz Modrzejewski – okładka, oprawa graficzna, zdjęcia
- Nika – modelka